# Beitrittsverhandlungen der Ukraine mit der Europäischen Union
Am 28. Februar 2022, kurz nach dem Einmarsch Russlands, beantragte die Ukraine die Mitgliedschaft in der Europäischen Union (EU) in einem beschleunigten „neuen Sonderverfahren“. Der Antrag erhielt innerhalb der EU von Beginn große Unterstützung. Schon am nächsten Tag, dem 1. März 2022, empfahl das Europäische Parlament, die Ukraine zum offiziellen Beitrittskandidaten zu machen, und am 10. März 2022 bat der Rat der Europäischen Union die Kommission um Stellungnahme zu dem Antrag. Am 8. April 2022 überreichte Kommissionspräsidentin Ursula von der Leyen dem ukrainischen Präsidenten Wolodymyr Selenskyj einen Gesetzgebungsfragebogen, den die Ukraine ab dem 17. April beantwortete.
Am 17. Juni 2022 empfahl die Europäische Kommission, dass der Europäische Rat der Ukraine den Kandidatenstatus für den Beitritt zur Europäischen Union zuerkennt. Diesen Status bekam die Ukraine am 23. Juni 2022. Am 8. November 2023 entschied sich die Kommission dafür, dem Rat der Europäischen Union den Beginn der Beitrittsverhandlungen zu empfehlen. Die Beitrittsverhandlungen starteten am 25. Juni 2024.

## Chronologie der Beziehungen

Die Flagge, die von Aktivisten auf dem Euromajdan verwendet wurde.

Das Assoziierungsabkommen zwischen der Europäischen Union und der Ukraine wurde 2014 unterzeichnet, nachdem eine Reihe von Ereignissen, die seine Ratifizierung verzögert hatten, in einer Revolution in der Ukraine und dem Sturz des damals amtierenden Präsidenten der Ukraine, Wiktor Janukowytsch, gipfelten. Die vertiefte und umfassende Freihandelszone mit der Ukraine trat am 1. September 2017 in Kraft, nachdem sie seit dem 1. Januar 2016 vorläufig angewendet wurde, und das Assoziierungsabkommen trat am 1. September 2017 vollständig in Kraft. Am 24. Februar 2022 marschierte Russland in der Ukraine ein, was zum Mitgliedsantrag führte.

### 2002–2005
Im Jahr 2002 sagte EU-Erweiterungskommissar Günter Verheugen, dass „die europäische Perspektive für die Ukraine nicht unbedingt eine Mitgliedschaft in den nächsten 10 bis 20 Jahren bedeutet, obwohl es möglich ist“. Um der Europäischen Union beitreten zu können, muss der Bewerberstaat die politischen und wirtschaftlichen Bedingungen erfüllen, die allgemein als Kopenhagener Kriterien bekannt sind (angenommen auf dem Kopenhagener Gipfel im Jahr 1993), nämlich eine demokratische Regierung, die die Rechtsstaatlichkeit und die einschlägigen Freiheiten und Institutionen anerkennt. Gemäß dem Vertrag von Maastricht müssen jeder derzeitige Mitgliedstaat sowie das Europäische Parlament einer Erweiterung zustimmen.
Die Erlangung des Status eines Vollmitglieds der EU als strategisches Ziel der Ukraine wurde erstmals vom ukrainischen Präsidenten Viktor Juschtschenko unmittelbar nach seiner Wahl Anfang 2005 erklärt. Am 13. Januar 2005 verabschiedete das Europäische Parlament fast einstimmig (467 Ja-Stimmen, 19 Nein-Stimmen) eine Entschließung zu den Absichten des Europäischen Parlaments, sich mit der Ukraine über die Mitgliedschaft zu verständigen. Die Europäische Kommission stellt fest, dass, obwohl noch eine gewisse Vorbereitungszeit verstrichen ist, die Aufnahme neuer Mitglieder nicht ausgeschlossen ist. Darauf antwortete Präsident Juschtschenko mit der Absicht, „in naher Zukunft“ einen Antrag auf Mitgliedschaft zu stellen.
Mehrere einflussreiche Staats- und Regierungschefs der EU drückten damals ihre Unterstützung für die Verbesserung der Beziehungen zur Ukraine aus. Insbesondere der polnische Außenminister Adam Rotfeld erklärte am 21. März 2005, dass Polen die Bemühungen der Ukraine um eine europäische Integration unter allen Umständen unterstützen werde. Insbesondere sagte er: „Wir sollten uns in dieser Phase auf konkrete Schritte der Zusammenarbeit konzentrieren, anstatt auf leere Gespräche über eine europaweite Zusammenarbeit.“ Drei Tage später zeigte eine Umfrage in den sechs größten EU-Ländern das Bekenntnis der EU-Bürger, die Ukraine künftig als Vollmitglied aufzunehmen.
Im Oktober 2005 sagte der Präsident der Europäischen Kommission, José Manuel Barroso, dass „die Zukunft der Ukraine in der EU liegt“. Am 9. Oktober 2005 stellte die Europäische Kommission jedoch in einer neuen Fassung des Entwicklungsstrategiepapiers fest, dass die Umsetzung der Erweiterungspläne (Kroatien und die ehemaligen jugoslawischen Republiken) den Beitritt der Ukraine, von Belarus und der Republik Moldau blockieren könnte. Erweiterungskommissar Olli Rehn sagte, die EU solle eine „zu starke Erweiterung“ vermeiden und betonte, dass der aktuelle Erweiterungsplan vollständig zu sein scheine.
Obwohl ukrainische Beamte und Politikwissenschaftler mehrere konkrete Termine für eine mögliche Mitgliedschaft nannten, wurde der Ukraine bisher von der EU nur die Europäische Nachbarschaftspolitik der Ukraine offiziell vorgeschlagen. Die Präsidialverwaltung hat den vorgeschlagenen Status der Nachbarschaftsbeziehungen kritisiert.

### 2007 bis 2014
Im März 2007 wurde der Ukraine ein Freihandelsabkommen mit der EU angeboten. Obwohl dieser Vorschlag eine viel stärkere Reaktion des ukrainischen Staates hervorrief, enthielt er keine konkreten Pläne für einen EU-Beitritt der Ukraine in naher Zukunft. Einige westeuropäische Politiker haben von einer vorübergehenden „Erweiterungsmüdigkeit“ der europäischen Institutionen gesprochen. Ukrainische Beobachter identifizierten die sogenannte „Widerstandsgruppe“ des EU-Beitritts der Ukraine. Insbesondere wurden beim Abschluss des Textes des erweiterten Abkommens zwischen der Ukraine und der EU im März 2007 Hinweise auf die Beitrittsperspektive ausgenommen. „Jede Erwähnung der Aussicht auf einen Beitritt der Ukraine zur Europäischen Union wurde aufgrund der Position Frankreichs aus dem Entwurf des verbesserten Abkommens zwischen der Ukraine und der EU ausgeschlossen“, schrieb die Frankfurter Allgemeine Zeitung. Die Position Italiens hängt von der innenpolitischen Situation dieses Landes ab. So signalisierte die Regierung von Silvio Berlusconi im Wahlkampf hierzulande diplomatisch, dass er bereit sei, die europäischen Integrationsbestrebungen der Ukraine zu unterstützen. Sein politischer Gegner Romano Prodi hingegen sagte, „die Aussichten der Ukraine auf einen EU-Beitritt sind die gleichen wie in Neuseeland“.
Gemäß der Politik der Östlichen Partnerschaft kann die Ukraine Mitglied der Europäischen Union werden. Am 27. Februar 2014 verabschiedete das Europäische Parlament eine Entschließung, die das Recht der Ukraine anerkennt, „einen Antrag auf Mitgliedschaft in der Union zu stellen, vorausgesetzt, sie hält sich an die Grundsätze der Demokratie, achtet die Grundfreiheiten sowie die Menschen- und Minderheitenrechte und gewährleistet die Rechtsstaatlichkeit“. Das Europäische Parlament stellt fest, dass Georgien, Moldawien und die Ukraine gemäß Artikel 49 des Vertrags mit der EU wie jedes andere europäische Land eine europäische Perspektive haben und sich im Einklang mit den Grundsätzen der Demokratie um eine EU-Mitgliedschaft bewerben können, hieß es in einer Entschließung des Europäischen Parlaments in Brüssel, angenommen in der letzten Sitzung vor den Wahlen zum Europäischen Parlament, die vom 23. bis 25. Mai 2014 stattfand. Am selben Tag erklärte EU-Erweiterungskommissar Stefan Fuele, er glaube an eine zukünftige Mitgliedschaft der Ukraine in der EU.

### 2014 bis 2022
Im März 2016 erklärte der Präsident der Europäischen Kommission, Jean-Claude Juncker, dass es mindestens 20 bis 25 Jahre dauern werde, bis die Ukraine der EU und der NATO beitritt. Im Juni 2018 sagte der ukrainische Präsident Petro Poroschenko, er erwarte, dass die Ukraine bis 2030 der Europäischen Union und der Nordatlantikpakt-Organisation beitreten werde.
Am 21. Februar 2019 wurde die Verfassung der Ukraine geändert, die Normen zum strategischen Kurs der Ukraine für die Mitgliedschaft in der Europäischen Union und der NATO sind in der Präambel des Grundgesetzes, drei Artikeln und Übergangsbestimmungen verankert.
Auf der X. Tagung der Interparlamentarischen Versammlung Ukraine-Polen-Litauen, die am 8. Juni 2019 in Kiew zu Ende ging, unterzeichneten die Parteien ein Abschlussdokument, das eine Einigung über die Strategie 2025 und 2027 als Zeitraum für einen möglichen EU-Beitritt der Ukraine enthält. 2027, wenn Litauen zum zweiten Mal die EU-Ratspräsidentschaft übernimmt, wird die Ukraine-Frage das Hauptthema auf der Tagesordnung sein. Wenn diese Gelegenheit nicht genutzt wird, öffnet sich das nächste „Fenster“ 2039, wenn Polen den EU-Vorsitz übernimmt und Litauen erst 2041 den Vorsitz führt.
Am 23. Juli 2020 haben Polen, Litauen und die Ukraine eine dreigliedrige Plattform für politische, wirtschaftliche, kulturelle und soziale Zusammenarbeit geschaffen – das Lublin-Dreieck, das die Integration der Ukraine in die EU und die NATO unterstützen soll.

Im Februar 2021 unterstützte der Vorsitzende der Christlich Demokratischen Union Deutschlands (CDU), Armin Laschet, der als wahrscheinlicher Nachfolger von Angela Merkel (CDU) als Bundeskanzlerin Deutschlands galt, die Idee der EU-Erweiterung und der Schaffung einer europäischen Perspektive für die Ukraine:
Die Frage des EU-Beitritts der Ukraine stellt sich derzeit nicht, wird sich aber in Zukunft unweigerlich stellen. Wir müssen die Ukraine auf ihrem schwierigen Weg unterstützen und gleichzeitig eine europäische Perspektive eröffnen.
Nicht wenige Experten glauben, dass die Ukraine in Zeiten sich verschlechternder Beziehungen zwischen Russland und der EU eine Chance hat, der Europäischen Union beizutreten. Pavlo Klimkin stellte fest, dass die Ukraine immer noch keine Kriterien für den Beitritt zur Europäischen Union erfülle, da sie keine etablierte Demokratie, Rechtsstaatlichkeit und eine vollwertige Marktwirtschaft habe. Ihm zufolge wurde die erste Chance Anfang 2005 verpasst, als Juschtschenko überredet wurde, sich nicht zu bewerben, und 2014 war es viel schwieriger, dies zu tun.
Am 11. Februar 2021 veröffentlichte das Europäische Parlament einen Bericht über den Erfolg der Ukraine bei der Umsetzung des Assoziierungsabkommens mit der Europäischen Union. Das Dokument hebt sowohl die wichtigsten Erfolge der Ukraine auf diesem Weg als auch Misserfolge oder Momente hervor, die den Reformprozess im Land behindern. Im Allgemeinen ist die Europäische Union noch nicht bereit, offiziell über die Perspektiven eines Beitritts der Ukraine zu den Mitgliedsstaaten zu sprechen, aber die europäische Perspektive der Ukraine wird anerkannt. Im Jahr 2021 bereitete sich die Ukraine darauf vor, 2024 offiziell die EU-Mitgliedschaft zu beantragen, um in den 2030er Jahren der Europäischen Union beizutreten.

## Anwendung

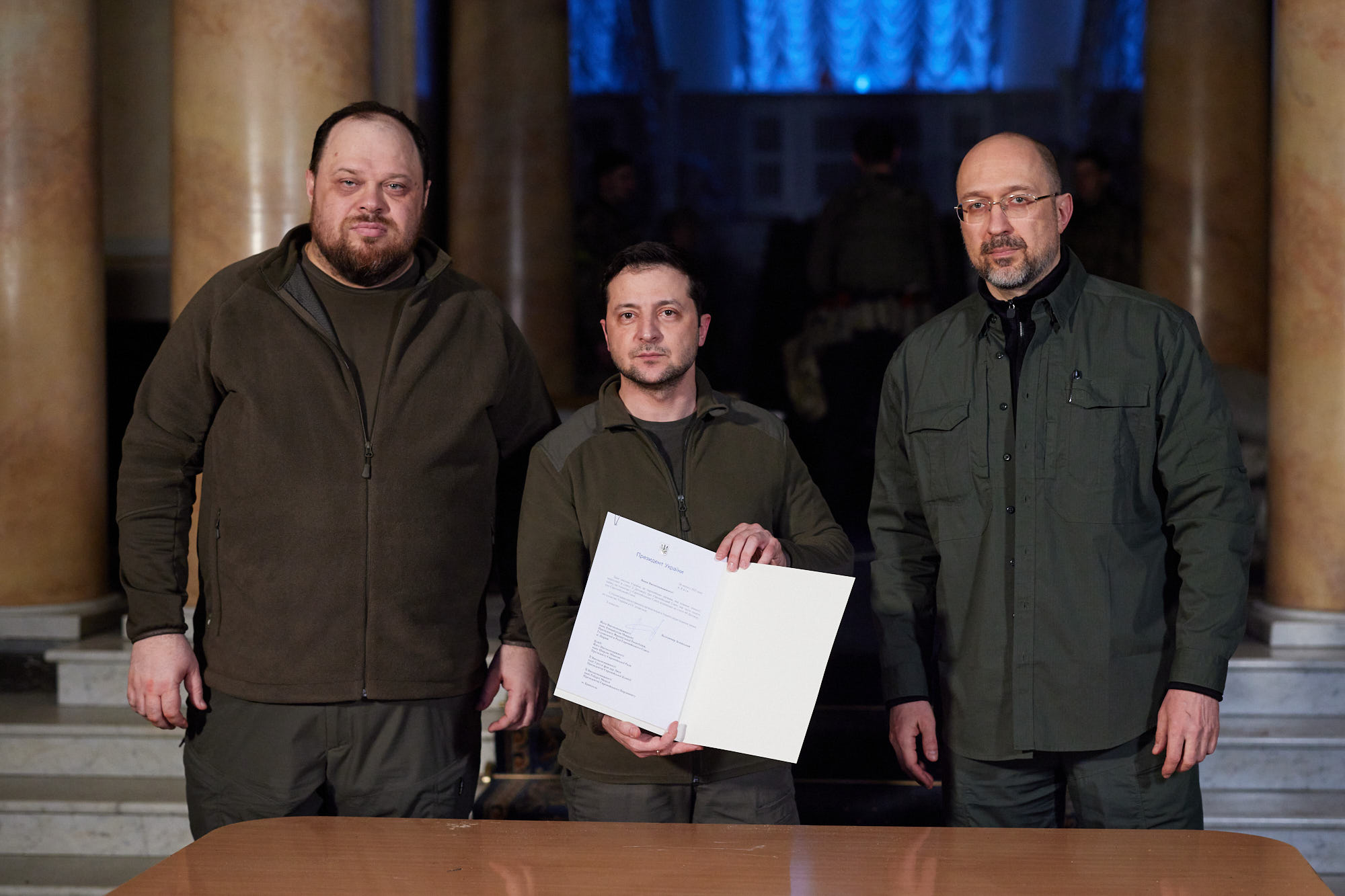
Unterzeichnung des Antrags auf Beitritt zur EU am 28. Februar 2022

Nach der russischen Invasion in der Ukraine im Jahr 2022 gab es weitere Aufrufe zur Einleitung eines formellen Beitrittsprozesses. Die Ukraine bekräftigte ihren Wunsch, Mitglied der Union zu werden, und die Präsidentin der Europäischen Kommission, von der Leyen, erklärte, dass die Ukraine in die Europäische Union gehöre. Der slowakische Ministerpräsident Eduard Heger sprach sich für einen beschleunigten Beitrittsprozess aus.
Am 26. Februar 2022 forderte der polnische Präsident Andrzej Duda einen beschleunigten EU-Beitritt der Ukraine. Am 27. Februar schlug der slowenische Premierminister Janez Janša zusammen mit dem polnischen Premierminister Mateusz Morawiecki in einem Brief an den Präsidenten des Europäischen Rates, Charles Michel, einen Plan für die rasche Integration der Ukraine in die EU bis 2030 vor. Der slowakische Ministerpräsident Eduard Heger schlug der EU außerdem vor, ein neues Sonderverfahren für den ukrainischen Beitritt zu schaffen, um der Ukraine zu helfen, wieder auf die Beine zu kommen und sich in Zukunft vom Krieg zu erholen.
Am 28. Februar reichte die Ukraine offiziell einen Beitrittsantrag ein. Aufgrund der anhaltenden Krise beantragte Präsident Selenskyj die sofortige Aufnahme in die Europäische Union in einem besonderen Verfahren. Am selben Tag unterzeichneten acht EU-Staaten (Bulgarien, Tschechien, Estland, Lettland, Litauen, Polen, Slowakei und Slowenien) einen Brief, der einen beschleunigten Beitrittsprozess für die Ukraine unterstützt, und am 1. März erklärte der ungarische Außenminister Péter Szijjártó, sein Land werde ebenfalls einen beschleunigten Prozess unterstützen. Die Präsidentin der Europäischen Kommission, Ursula von der Leyen, erklärte, dass sie den Beitritt der Ukraine unterstütze, aber dass der Prozess Zeit brauche.
Am 1. März empfahl das Europäische Parlament nach einer Debatte, in der der ukrainische Präsident eine Ansprache hielt und Beifall erhielt, die Aufnahme der Ukraine als offizieller EU-Beitrittskandidat. Das Europäische Parlament stimmte mit 637 Ja-Stimmen, 13 Nein-Stimmen und 26 Enthaltungen dafür, die Mitgliedschaft der Ukraine voranzutreiben.
Am 2. März erklärte der spanische Außenminister José Manuel Albares jedoch, dass „die Zugehörigkeit zur EU kein willkürlicher Prozess ist oder einer, der durch eine bloße politische Entscheidung erreicht werden kann“, und erinnerte daran, dass das Kandidatenland „bestimmte soziale, politische und Wirtschaftsnormen“ haben müsse.
Am 7. März sagte die EU, sie werde den Antrag der Ukraine förmlich prüfen, und am 10. März 2022 bat der Rat der Europäischen Union die Kommission um ihre Stellungnahme zu dem Antrag.
Am 9. März 2022 verabschiedete der polnische Senat mit 93 Ja-Stimmen eine Resolution, in der die Länder der Europäischen Union aufgefordert werden, den beschleunigten Prozess des EU-Beitritts der Ukraine zu unterstützen. „Die ukrainische Gesellschaft hat zweifellos bewiesen, dass sie bereit ist, Teil eines vereinten Europas zu sein und bereit ist, für die Hingabe an die europäischen Werte mit Blut zu bezahlen. Ukrainische Soldaten, die die Grenzen ihres Landes verteidigen, schützen ganz Europa“, heißt es in dem Dokument.

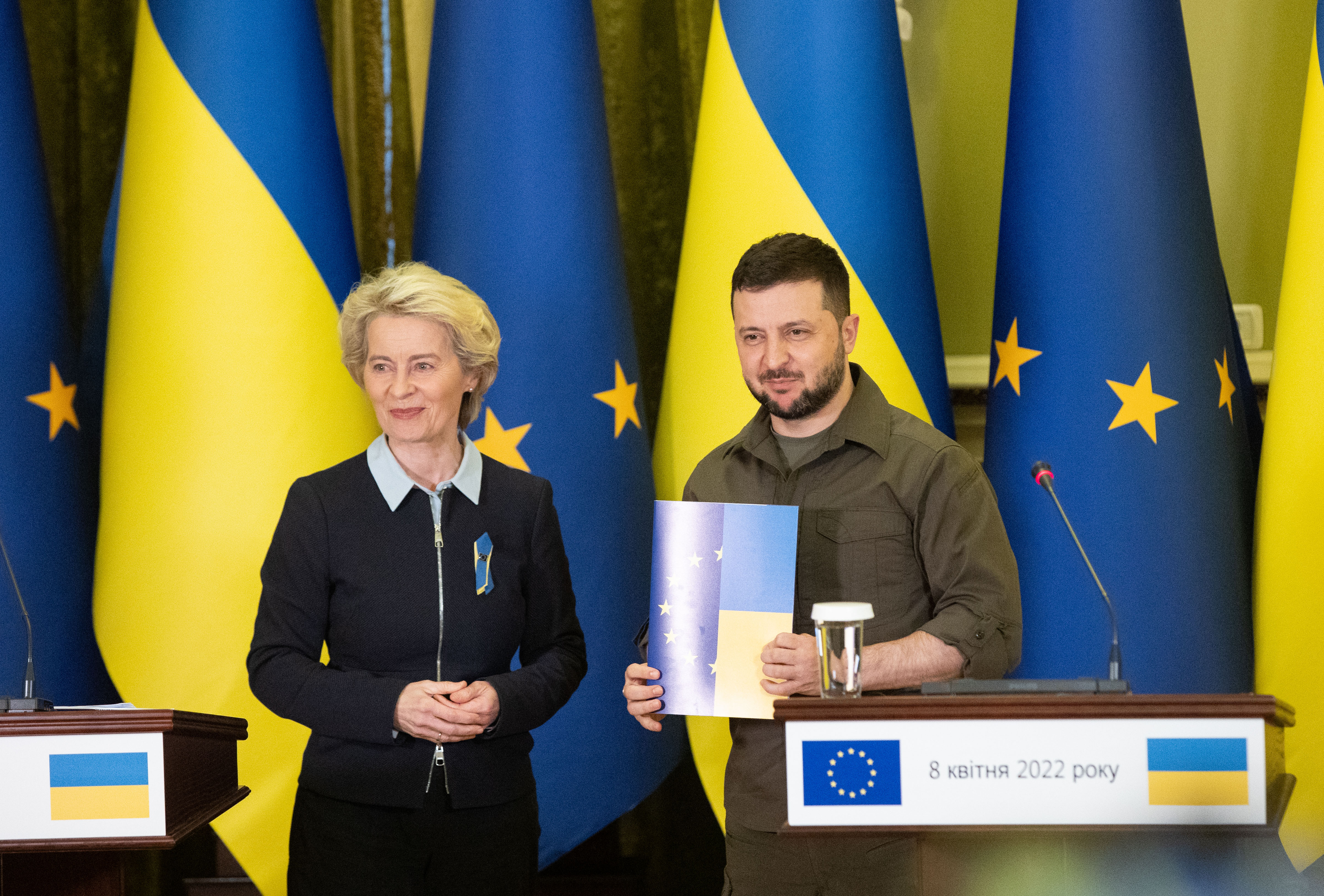
Übergabe des Fragebogens zur EU-Mitgliedschaft am 8. April 2022 durch EU-Kommissionspräsidentin von der Leyen

Am 8. April 2022 besuchte Kommissionspräsidentin von der Leyen nach einem Besuch in Butscha (Ukraine) nach dem Massaker Kiew und traf mit Präsident Selenskyj zusammen. Von der Leyen legte Selenskyj den Gesetzgebungsfragebogen vor, um mit der Bewerbung der Ukraine zu beginnen, und bot an, den Prozess zu beschleunigen. Borrell kündigte an, dass die von Matti Maasikas geleitete EU-Delegation in der Ukraine nach ihrer Evakuierung bei Kriegsausbruch nach Kiew zurückkehren werde. Am 17. April 2022 beantwortete die Ukraine den ersten Teil des Gesetzgebungsfragebogens, während sie den zweiten und letzten Teil am 9. Mai 2022 beantwortete.
Am 17. Juni 2022 empfahl die Europäische Kommission, dass der Europäische Rat der Ukraine den Kandidatenstatus für den Beitritt zur Europäischen Union zuerkennt. Diesen Status bekam die Ukraine am 23. Juni 2022.

## Verhandlungen

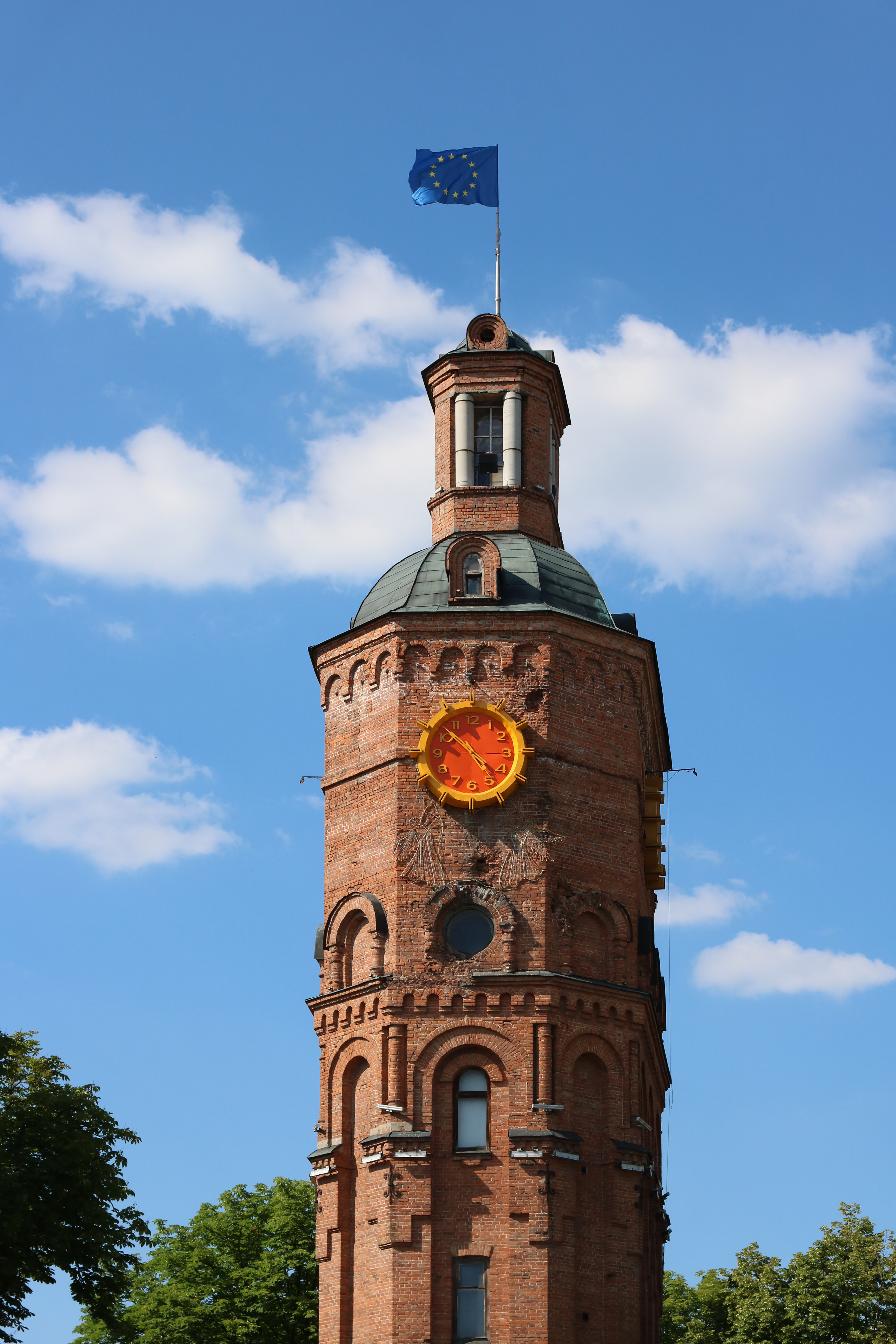
Die Flagge der Europäischen Union auf dem Turm in Winnyzja

Am 8. November 2023 entschied sich die EU-Kommission dafür, dem Rat der Europäischen Union den Beginn der Beitrittsverhandlungen zu empfehlen. Am 14. Dezember stimmte der Europäische Rat dem Beginn von Beitrittsverhandlungen zu. Die Beitrittsverhandlungen starteten am 25. Juni 2024.

## Übersicht über den Verhandlungsfortschritt
Am 9. Juli 2024 wurde das Screening begonnen.
| Kapitel                                                                  | Screening          | eröffnet | abgeschlossen |
| ------------------------------------------------------------------------ | ------------------ | -------- | ------------- |
| 1. Freier Warenverkehr                                                   | 6. März 2025       | –        | –             |
| 2. Freizügigkeit der Arbeitnehmer                                        | 19. November 2024  | –        | –             |
| 3. Niederlassungsfreiheit und freier Dienstleistungsverkehr              | 22. November 2024  | –        | –             |
| 4. Freier Kapitalverkehr                                                 | 20. November 2024  | –        | –             |
| 5. Vergaberecht                                                          | 9. Juli 2024       | –        | –             |
| 6. Gesellschaftsrecht                                                    | 13. März 2025      | –        | –             |
| 7. Schutz geistiger Eigentumsrechte                                      | 11. Dezember 2024  | –        | –             |
| 8. Wettbewerbsrecht                                                      | 29. Januar 2025    | –        | –             |
| 9. Finanzdienstleistungen                                                | 14. Februar 2025   | –        | –             |
| 10. Informationsgesellschaft und Medien                                  | 1. April 2025      | –        | –             |
| 11. Landwirtschaft und ländliche Entwicklung                             | –                  | –        | –             |
| 12. Lebensmittelsicherheit, Veterinärpolitik und Pflanzenschutz          | –                  | –        | –             |
| 13. Fischerei                                                            | –                  | –        | –             |
| 14. Verkehrspolitik                                                      | 27. Juni 2025      | –        | –             |
| 15. Energie                                                              | 9. Juli 2025       | –        | –             |
| 16. Steuerpolitik                                                        | 6. Juni 2025       | –        | –             |
| 17. Wirtschafts- und Währungspolitik                                     | 4. Juni 2025       | –        | –             |
| 18. Statistiken                                                          | 12. November 2024  | –        | –             |
| 19. Sozialpolitik und Beschäftigung                                      | 25. März 2025      | –        | –             |
| 20. Unternehmens- und Industriepolitik                                   | 29. April 2025     | –        | –             |
| 21. Transeuropäisches Verkehrsnetz                                       | 9. Juli 2025       | –        | –             |
| 22. Regionalpolitik und Koordination der strukturpolitischen Instrumente | –                  | –        | –             |
| 23. Justiz und Grundrechte                                               | 19. September 2024 | –        | –             |
| 24. Justiz, Freiheit und Sicherheit                                      | 25. Oktober 2024   | –        | –             |
| 25. Wissenschaft und Forschung                                           | 14. März 2025      | –        | –             |
| 26. Bildung und Kultur                                                   | 30. April 2025     | –        | –             |
| 27. Umwelt                                                               | 20. Juni 2025      | –        | –             |
| 28. Verbraucher- und Gesundheitsschutz                                   | 12. Februar 2025   | –        | –             |
| 29. Zollunion                                                            | 11. April 2025     | –        | –             |
| 30. Beziehungen nach außen                                               | 30. Januar 2025    | –        | –             |
| 31. Außenpolitik, Sicherheits- und Verteidigungspolitik                  | 7. März 2025       | –        | –             |
| 32. Finanzkontrolle                                                      | 10. Oktober 2024   | –        | –             |
| 33. Finanz- und Haushaltsbestimmungen                                    | –                  | –        | –             |
| 34. Institutionen                                                        | entfällt           | entfällt | entfällt      |
| 35. Andere Fragen                                                        | entfällt           | entfällt | entfällt      |
| abgeschlossen                                                            | 28                 | 0        | 0             |
| ausstehend                                                               | 5                  | 33       | 33            |

Stand: 9. Juli 2025
Verhandlungsfortschritt:

## Umfragen

### Umfragen in der Ukraine
Laut einer Umfrage der Rating Sociological Group vom 30. bis 31. März 2022 befürworten 91 Prozent der Ukrainer den Beitritt zur Europäischen Union, während der russischen Invasion in der Ukraine im Jahr 2022, gegenüber 66,4 Prozent im Februar 2015.

### Umfragen in der Europäischen Union
Laut einer von Ifop im Auftrag der Yalta European Strategy und der Fondation Jean-Jaurès vom 3. bis 7. März 2022 durchgeführten Umfrage befürworten 92 % der Befragten in Polen einen EU-Beitritt der Ukraine, 71 Prozent in Italien, 68 Prozent in Deutschland, und 62 Prozent in Frankreich.
Die im April 2022 in allen EU-Ländern durchgeführte Flash-Eurobarometer-Umfrage zeigt die größte Unterstützung für den Beitritt der Ukraine zur EU in Portugal, wo 87 Prozent der Befragten dafür waren. Es folgen Estland (83 Prozent), Litauen (82 Prozent), Polen (81 Prozent) und Irland (79 Prozent). Die Ungarn stehen dem Beitritt der Ukraine am skeptischsten gegenüber, wobei nur 48 Prozent der Befragten die Idee unterstützen (37 Prozent dagegen). Gleichzeitig hat Ungarn mit 16 Prozent den höchsten Anteil der Bevölkerung, der in dieser Frage unentschlossen ist (gemeinsam mit Frankreich und Belgien).
Nach einer am 13. Juni 2022 veröffentlichten Civey-Umfrage des Nachrichtenmagazins Der Spiegel sind 45 Prozent der Befragten in Deutschland für einen Beitritt und 42 Prozent dagegen. In einer vom Politbarometer veröffentlichten Umfrage der Forschungsgruppe Wahlen vom 15. Dezember 2023 sprachen sich 52 Prozent für und 41 Prozent gegen einen EU-Beitritt der Ukraine in den nächsten Jahren aus.

## Berichte und Informationen
- Reports on the Implementation of the Agreement, Kommunikationsteam des Büros des stellvertretenden Premierministers für europäische und euro-atlantische Integration (Комунікаційна команда Офісу Віцепрем'єрки з питань європейської та євроатлантичної інтеграції), abgerufen am 7. Mai 2025
- Report on Implementation of the Association Agreement between Ukraine and the European Union for 2024, aktuellster Bericht vom Kommunikationsteam des Büros des stellvertretenden Premierministers für europäische und euro-atlantische Integration, 7. April 2025, abgerufen am 7. Mai 2025